# Крісті Ґолден
Крісті Ґолден (англ. Christie Golden; 21 листопада 1963, Атланта) — американська письменниця у жанрі фентезі, наукової фантастики та жахів.

## Біографія
Народилася 21 листопада 1963 року в Атланті, Джорджія, США. Своє дитинство провела в Арлінгтоні, Вірджинія. Закінчивши Середню школу Вашингтон-Лі, де навчалася разом із акторкою Сандрою Буллок, вступила до Університету Вірджинії та спеціалізувалася на англійській мові. Навчаючись у виші, один семестр провела в Кембріджському університеті. 1995 року переїхала до Лавленду, Колорадо. З того часу також жила на острові Фліндерс, в Мічигані та Теннесі. Нині знову проживає у Вірджинії. Одружена з художником Майклом Джорджесом.

## Творчість
Свою письменницьку діяльність розпочала 1991 року, видавши роман «Вампір туманів», який започаткував книжкову серію «Рейвенлофт». Загалом за свою кар'єру Крісті Ґолден видала п'ятдесят романів та близько двадцяти оповідань. Вона, зокрема, відома як авторка таких книжкових серій як: «Зоряний шлях», «Воркрафт», «Старкрафт» та «Кредо вбивці». Серед самостійних романів письменниці — фентезійний роман «A.D. 999» (виданий під ім'ям Жадріен Белл), який зображує «грішного архангела Люцифера, скандинавського бога Локі та двох смертних, що їм протистоять напередодні Апокаліпсису». Роман приніс авторці премію Ліги письменників Колорадо у категорії «Найкращий жанровий роман». 2017 року написала новелізацію однойменного фільму Люка Бессона «Валеріан та місто тисячі планет», яка, зокрема, перекладена й українською. Ба більше, цього ж року Ґолден стала лауреаткою премії «Scribe» за роман «Кредо вбивці: Єресь».

## Українські переклади
- Валеріан та місто тисячі планет. — К. : КМ-Букс, 2017. — 272 с. — ISBN 978-617-7498-59-8.
- World of Warcraft – Народження Орди. — Мольфар Комікс, 2022. — 296 с. — ISBN 978-617-7885-50-3.